# 貧困ポルノ
貧困ポルノ（ひんこんポルノ、英語：Poverty porn）とは、「チャリティーの輪や支援金を増やし、新聞などの部数を上げるために貧困状態であることを利用し同情を集める映画、写真、本などの多くのメディアのこと」である。発展途上国を支援することから、開発ポルノ (development porn)、飢饉ポルノ (famine porn)、ステレオタイプ ポルノ (stereotype porn) とも呼ばれる。

## 歴史
貧困ポルノの概念は、1980年代に「慈善キャンペーンの黄金時代 (golden age of charity campaigns)」で最初に使用された。この時期のチャリティキャンペーンは、目にハエが入るような衛生状態にいる栄養失調の子供たちのような心情に訴えかけるような写真が使用された。これはすぐにトレンドとなり、多くのチャリティーで利用された。これらによって資金調達は捗るようになったが、貧困を押し出すようなやり方に多くの人から反感を買い、センセーショナルな運動に対して批評家から「貧困ポルノ」と呼ばれて批判を浴びるようになった。
このやり方は搾取的であると感じる人もいれば、組織が目的を達成できるようにする方法であると賞賛する人もいることから争点となっている。